# Dictyna schmidti
Dictyna schmidti es una especie de araña araneomorfa del género Dictyna, familia Dictynidae. Fue descrita científicamente por Kulczyński en 1926.
Habita en Rusia (Siberia Occidental a Lejano Oriente).